# 신화구 (타이난시)

신화 구의 위치

신화구(한국어: 신화구, 중국어: 新化區, 병음: Xīnhuà Qū)는 중화민국 타이난시의 시할구이다. 넓이는 62.0579km2이고, 인구는 2015년 8월 기준으로 43,761명이다.

## 역사
신화 구의 옛 이름은 대목강(大目降)이며, 옛날에는 평포족의 거주지였다. 대목강이란 평포족어로 TAVOCAN이며 '산림의 땅'이라는 의미이다. 강희 연간에 편찬 된 《대만현지(台灣縣志)》에는 대목강장(大目降庄)이라는 기술이 있고 또 가경 연간에도 대목강가(大目降街)라는 명칭이 곳곳에 보인다. 또 일부에서는 대목강(大穆降)으로의 기재도 확인된다.
'신화'라는 지명은 일본 통치 시대인 1920년에 다이난 주 신카 군이 성립하고, 대목강에 군청을 설치했을 때에 '신카'를 사용한 것이 첫 등장이다. 또한 청조 말기에 설치된 신화리(新化里)와는 완전히 다른 지명이다.

## 교통
- 국도 3호선
- 국도 8호선

## 같이 보기
- 타이난시